# 索洛內 (札波羅熱區)
索洛內（烏克蘭語：Солоне）是位於烏克蘭東南部的村莊，由扎波羅熱州扎波羅熱区的巴甫利夫斯凱市鎮負責管轄。該村距離舍夫琴科韋1公里，始建於1928年，面積25.223平方公里，2007年人口1306。
48°3′31″N 35°29′56″E / 48.05861°N 35.49889°E